# Jennifer Butler
Jennifer Ruth Butler (Brooklyn, 21 aprile 1981) è un'ex cestista statunitense con cittadinanza panamense, professionista in Europa.

## Carriera
È stata selezionata dalle Cleveland Rockers al secondo giro del Draft WNBA 2003 (15ª scelta assoluta).